# Prosetín (district de Žďár nad Sázavou)
Pour les articles homonymes, voir Prosetín.
Prosetín (en allemand : Prosetin) est une commune du district de Žďár nad Sázavou, dans la région de Vysočina, en République tchèque. Sa population s'élevait à 378 habitants en 2020.

## Géographie
Prosetín se trouve à 9,5 km à l'est de Bystřice nad Pernštejnem, à 33 km à l'est-sud-est de Žďár nad Sázavou, à 60 km à l'est-nord-est de Jihlava et à 155 km au sud-est de Prague.
La commune est limitée par Věstín et Lhota u Olešnice au nord, par Křtěnov au nord-est, par Louka et Hodonín à l'est, par Černovice au sud, et par Štěpánov nad Svratkou et Koroužné à l'ouest.

## Histoire
La première mention écrite de la localité date de 1349.

## Administration
La commune se compose de trois quartiers :
- Prosetín
- Brťoví
- Čtyři Dvory

## Transports
Par la route, Prosetín se trouve à 9,5 km de Bystřice nad Pernštejnem, à 33 km de Žďár nad Sázavou, à 60 km de Jihlava et à 198 km de Prague.